# Digital Signal Processor
Digital Signal Processor (DSP), er en mikroprocessor, som er specielt udviklet til signalbehandling, typisk indenfor signalsystemer, mobiltelefoner, netværkskort, HD-afspillere etc.
En digital signalprocessor adskiller sig fra konventionelle mikroprocessorer ved følgende træk:
- Hurtig multiply-add- eller multiply-accumulate-operationer; standard-eksekveringstiden for disse operationer er én instruktionscykel.
- Hukommelsesarkitektur, der er designet for højt gennemløb af data, ofte med brug af DMA, hvor koden forventes at tage højde for caches, pipeline-effekter og brugen af adskilte hukommelsesområder, der typisk gør det muligt at gennemføre adskillige hukommelses-tilgange pr. instruktionscykel. Størstedelen af de digitale signalprocessorer på markedet har ingen data-cache, idet digital signalbehandling sjældent genbruger data.
- Specialiserede addressingsmekanismer, såsom bit-reverseret addressering til brug i radix-2 FFT-algoritmen.
- Specialiseret løkke-kontrol i hardware, såsom modulo-addressering, der gør det muligt at implementere cirkulære hukommelsesområder (buffere) uden at skulle teste for overløb, eller mulighed for at implementere løkker uden at skulle bruge eksekveringstid på løkke-kontrollen.
- Ofte en række perifere enheder på DSP-chippen såsom ADC-konvertere, timere og I/O-interfaces.
- Fravær af hukommelses management-enhed, idet digital signalbehandling oftest kræver, at eksekveringstiden er fuldstændig forudsigelig.
- Adskilt program- og datahukommelse (en såkaldt Harvard-arkitektur), ofte med brug af multiple datahukommelser.
- Specialiserede instruktioner til databehandling, f.eks. til FFT, FIR-filtrering, Viterby-dekodning, multiply-add, multiply-accumulate eller barrel-shifting.
- Et instruktionssæt, som ofteste er mindre ortogonalt end instruktionssættet på en konventionel mikroprocessor, og som enkoder større grad af parallelitet i de enkelte instruktioner (f.eks. en multiply-add-operation kombineret med to hukommelsestilgange og efterfølgende opdatering af to adresseregistre).

## Anvendelsesområder
DSP er anvendelig til blandt andet:
- Fast Fourier Transforming – FFT
- Elektronisk filtrering
- Avanceret bitmanipulation
- CRC-beregninger

## Ekstern henvisning
- Arkiveret 26. januar 2009 hos  Wayback Machine DSP Processor – Core-Based Wireless System Design, Tampere University of Technology